# Erich Priebke
Erich Priebke (29. juli 1913 ved Hennigsdorf, Brandenburg, Tyskland - 11. oktober 2013 i Rom, Italien) var en tysk SS Hauptsturmführer, kendt som Slagteren fra Adreatinergrotterne. Han er anklaget for massakren ved Ardentinerhulerne uden for Rom i Italien i marts 1944. Her blev 335 civile – heraf 75 jøder – dræbt som hævn for italienske partisaners drab på 33 tyske soldater.
Priebke var også anklaget for transporten af 6000-7000 jøder fra Italien til Auschwitz og tortur af politiske fanger.

## Efter Anden verdenskrig
Efter Tysklands kapitulation i 1945 flygtede han til Sydamerika og levede i over 50 år i Argentina.
50 år efter massakren blev Priebke opsøgt af en journalist fra ABC News og svarede åbent på spørgsmål om massakren. Det skabte harme blandt dem, som huskede forbrydelsen, og medførte et retsligt efterspil. Priebke blev udleveret til Italien.
Han sad 15 år i husarrest i Italien og ankede en dom på livsvarigt fængsel for krigsforbrydelser.
Erich Priebke døde af naturlige årsager den 11. oktober 2013. Priebkes kone er begravet i Argentina, men landet nægtede at tage imod liget af Priebke, således at han ikke kunne blive begravet ved siden af sin kone.